# Rallye du Brésil 1981
Le Rallye du Brésil 1981 (3° Marlboro Rallye do Brasil), disputé du 6 au 8 août 1981, est la quatre-vingt-quinzième manche du championnat du monde des rallyes (WRC) courue depuis 1973, et la huitième manche du championnat du monde des conducteurs de rallyes 1981.

## Contexte avant la course

### Le championnat du monde
Ayant succédé en 1973 au championnat international des marques (en vigueur de 1970 à 1972), le championnat du monde des rallyes se dispute sur une douzaine de manches, dont les plus célèbres épreuves routières internationales, telles le Rallye Monte-Carlo, le Safari ou le RAC Rally. Parallèlement au championnat des constructeurs, la Commission Sportive Internationale (CSI) a depuis 1979 créé un véritable championnat des pilotes qui fait suite à la controversée Coupe des conducteurs instaurée en 1977, dont le calendrier incluait des épreuves de second plan. Pour la saison 1981, la CSI a une nouvelle fois exclu la manche suédoise du championnat constructeurs, cette épreuve comptant uniquement pour le classement des pilotes, tout comme le Rallye du Brésil promu cette année au rang mondial. Huit des douze manches du calendrier se disputent en Europe, deux en Afrique et deux en Amérique du Sud. Elles sont réservées aux voitures des catégories suivantes :
- Groupe 1 : voitures de tourisme de série
- Groupe 2 : voitures de tourisme spéciales
- Groupe 3 : voitures de grand tourisme de série
- Groupe 4 : voitures de grand tourisme spéciales

La manche brésilienne n'étant pas sélective pour le championnat des constructeurs, la plupart des écuries officielles n'y participent pas. Cependant, afin de soutenir son pilote Guy Fréquelin qui occupe la tête du classement des pilotes, Talbot a cependant dérogé à son programme initial, qui n'incluait pas la campagne sud-américaine, y engageant une seule voiture pour le pilote français. Vainqueur en Argentine, Fréquelin possède vingt-trois points d'avance sur le Kényan Shekhar Mehta, qui, sur une Datsun prêtée par l'usine mais engagée à titre privé, défendra ses chances au Brésil, tout comme Ari Vatanen, également en lice pour le titre sur une Ford Escort de l'équipe Rothmans.

### L'épreuve
Organisé pour la première fois en juin 1979 à l'initiative du journaliste portugais Francisco Santos, le Rallye du Brésil est une épreuve se déroulant principalement sur terre, dans l'état de São Paulo, qui a la particularité de permettre, en plus des voitures habituelles des groupes 1 à 4, la participation de voitures utilisant un carburant à base d'alcool, qui bénéficient d'un classement particulier. Cette initiative est fortement encouragée par le gouvernement brésilien qui subventionne à près de 90% les recherches pour ces types de carburant. La première édition fut totalement dominée par Fiat, seule équipe officielle en lice, qui outre le doublé obtenu par les 131 Abarth de Markku Alén et Walter Röhrl, s'imposa également en catégorie «Alcool» grâce à la pilote italienne Anna Cambiaghi au volant d'une Fiat 147. Le Rallye Codasur avait été préféré à l'épreuve brésilienne pour intégrer le championnat du monde 1980, le plus grand pays d'Amérique du Sud ayant dû attendre une année supplémentaire afin de figurer au calendrier, mais seulement dans le cadre du championnat mondial des conducteurs.

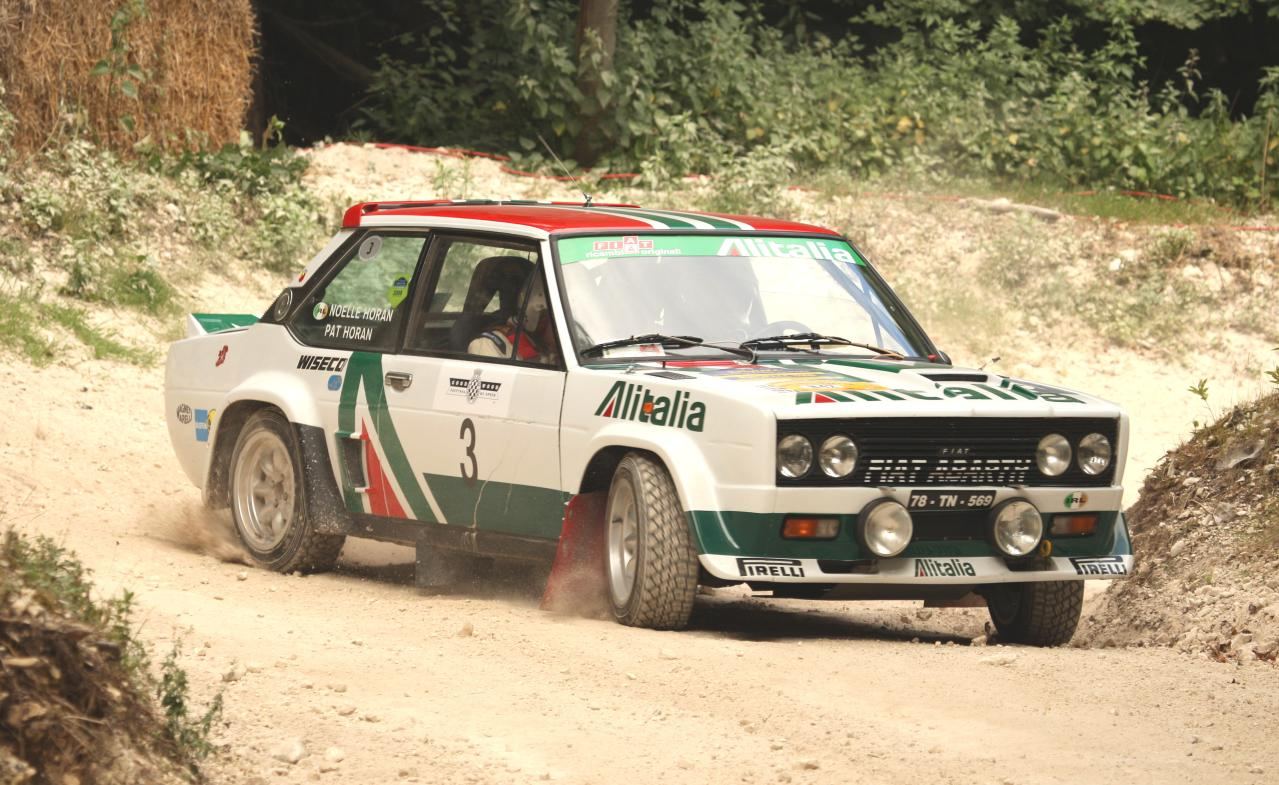
La première édition du Rallye du Brésil a été dominée par les Fiat 131 Abarth .
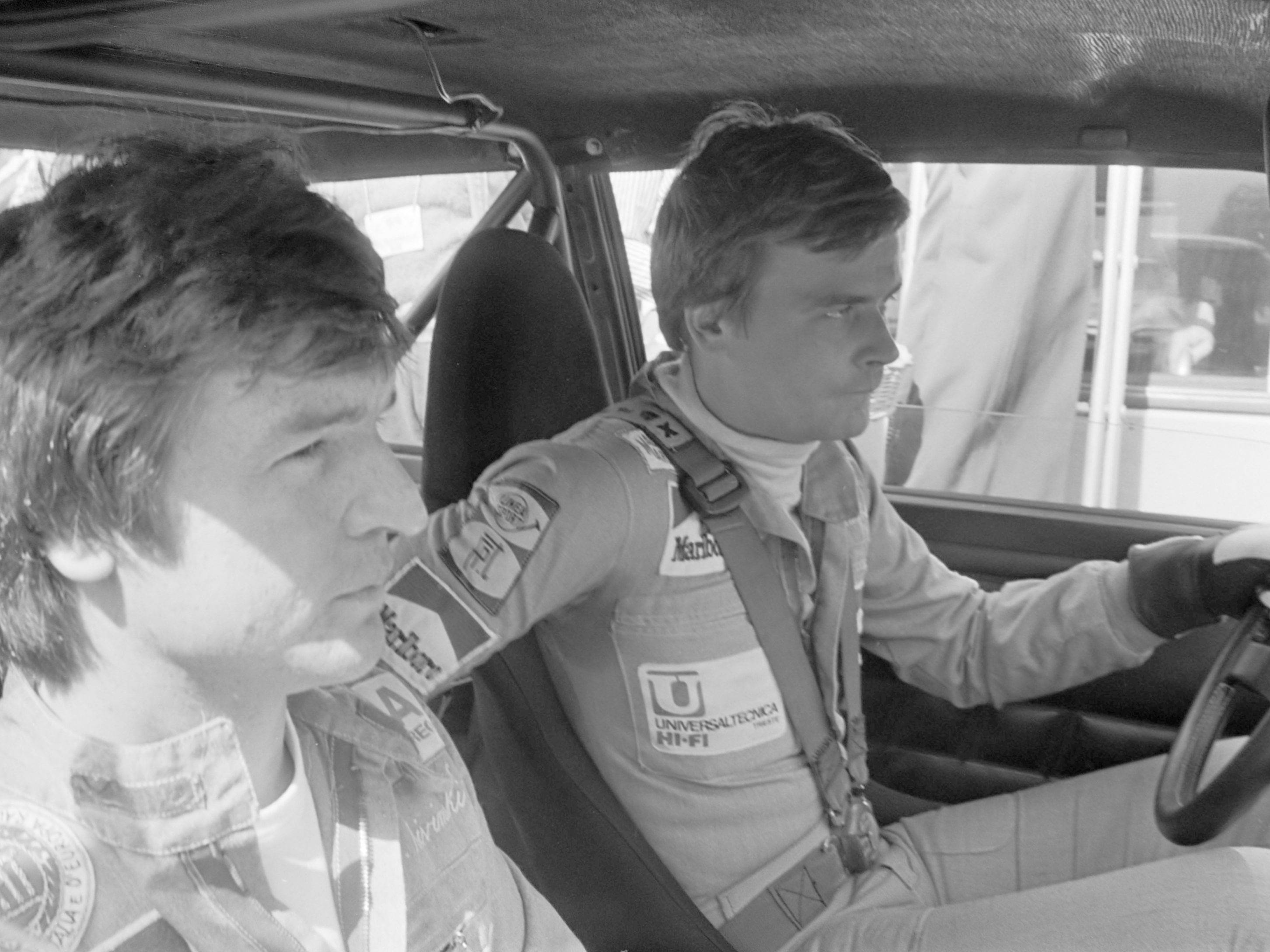
Markku Alén et son copilote Ilkka Kivimäki ont inauguré le palmarès de l'épreuve.
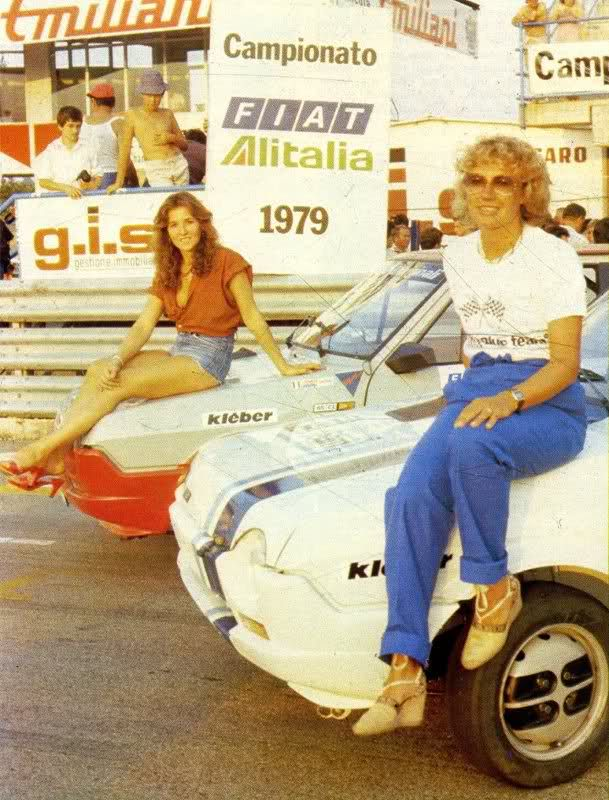
Anna Cambiaghi (à droite sur la photo, lors d'une campagne promotionnelle Fiat), victorieuse de la catégorie alcool en 1979.

## Le parcours
- départ : 6 août 1981 de São Paulo
- arrivée : 8 août 1981 à São Paulo

São Paulo, ville départ et arrivée du Rallye du Brésil.

- distance : 1 669,4 km, dont 704 km sur 20 épreuves spéciales (21 épreuves initialement prévues, pour un total de 713,5 km chronométrés)
- surface : terre (également asphalte et pavé sur parcours de liaison)[3]
- Parcours divisé en trois étapes[4]

### Première étape
- São Paulo - São José dos Campos, le 6 août
- 165,8 km dont 58,7 sur 3 épreuves spéciales

### Deuxième étape
- São José dos Campos - São José dos Campos, le 7 août
- 882 km dont 395,2 sur 7 épreuves spéciales (8 épreuves initialement prévues, pour un total de 404,7 km chronométrés)

### Troisième étape
- São José dos Campos - São Paulo, le 8 août
- 621,6 km dont 250,1 km sur 10 épreuves spéciales

## Les forces en présence
- Datsun

Le constructeur japonais ne participe pas officiellement à l'épreuve, mais a autorisé Shekhar Mehta à y participer avec la Violet GT groupe 4 d'usine qui lui avait valu la seconde place en Argentine. Pesant un peu plus d'une tonne, cette voiture dispose d'un moteur deux litres à seize soupapes développant 225 chevaux. De même, le pilote argentin Jorge Recalde utilise la 160J groupe 2 (1 000 kg, moteur deux litres à huit soupapes, 195 chevaux), qu'il avait amenée à la troisième place de son rallye national. Tous deux utilisent des pneus Dunlop.
- Ford

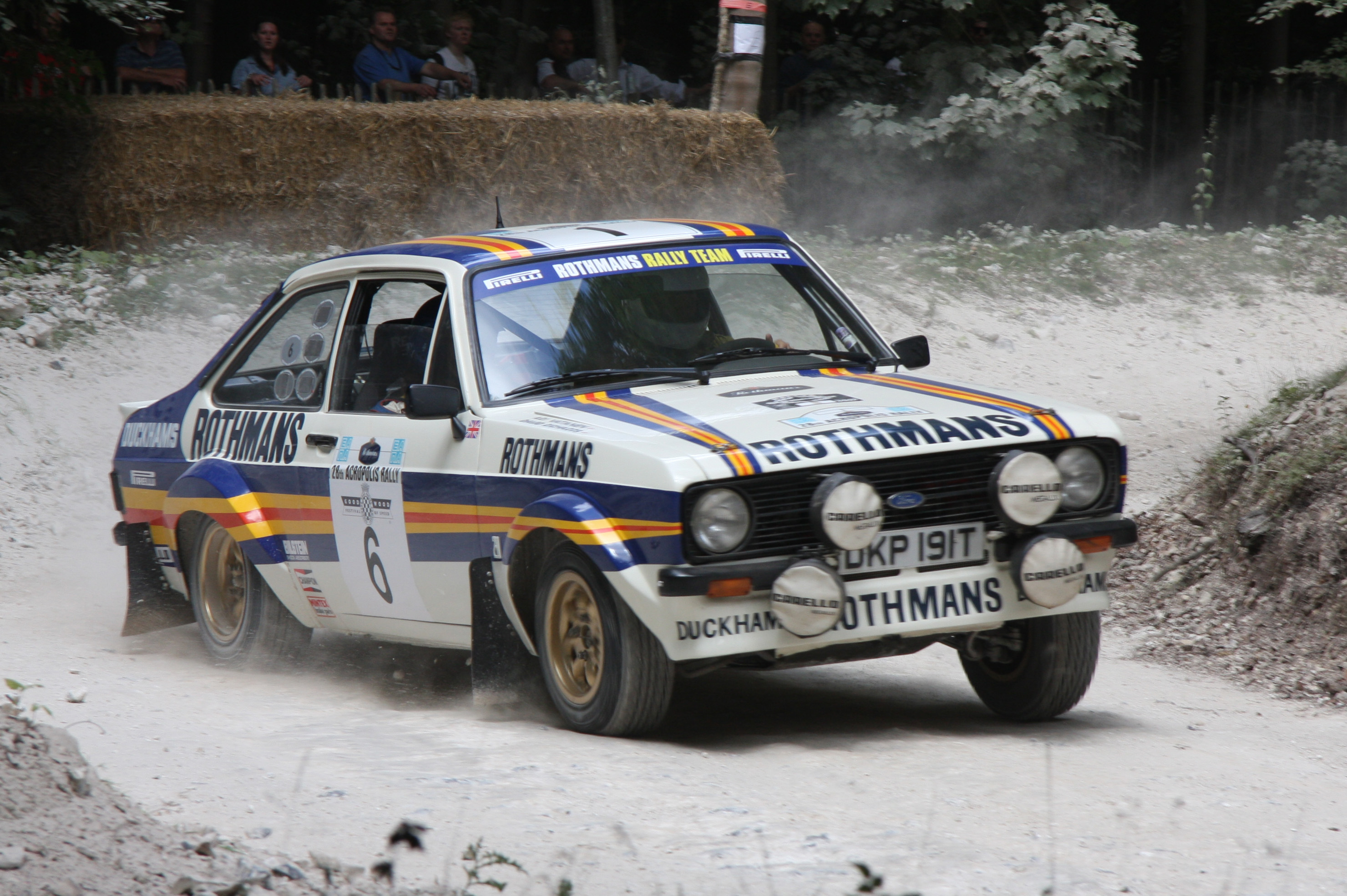
Une Ford Escort RS1800 groupe 4 semblable à celle d'Ari Vatanen.

Comme en Argentine, Ari Vatanen dispose d'une Escort RS1800 groupe 4 préparée chez David Sutton. Il ne dispose cependant pas de sa voiture habituelle, endommagée lors de l'épreuve précédente, mais de celle utilisée par Pentti Airikkala lors du dernier Rallye d'Écosse. pilote uruguayen Domingo de Vitta s'aligne sur un modèle identique, également préparé chez David Sutton. Chaussées de pneus Pirelli, les Escort groupe 4 sont les plus puissantes du plateau, leur moteur deux litres seize soupapes alimenté par carburateurs développant 265 chevaux à 8500 tr/min. Elles pèsent 1 040 kg en configuration terre. Spécialiste du groupe 1, le pilote portugais Carlos Torres s'aligne sur son Escort RS2000 de série.
- Talbot

Guy Fréquelin retrouve la Sunbeam Lotus groupe 2 qu'il a menée à la victoire en Argentine. Cette voiture d'une tonne est animée par un moteur quatre cylindres seize soupapes de 2 200 cm3 alimenté par deux carburateurs double-corps, d'une puissance de l'ordre de 250 chevaux. Elle utilise des pneus Michelin
- Fiat

Aux mains de pilotes indépendants, les Fiat 147 représentent une bonne part du plateau. Engagé en groupe 2, l'espoir argentin Gustavo Trelles fait ses débuts en championnat du monde sur un de ces modèles, très populaires au Brésil.
- Voitures à alcool

Sur les cinquante-trois voitures au départ, trente-trois concourent dans la catégorie «Alcool», hors classement officiel.Ce sont principalement des Volkswagen Passat et des Golf, de fabrication locale.

## Déroulement de la course

### Première étape
Les cinquante-trois concurrents s'élancent de São Paulo le jeudi, en direction du nord-est. Seuls vingt équipages pourront être classés, les trente-trois autres courant sur des voitures utilisant un carburant à base d'alcool. Premier à s'élancer au volant de sa Talbot, Guy Fréquelin est le seul à ne pas être gêné par la poussière ; il en profite pour rallier São José dos Campos avec une avance de quinze secondes sur la Ford Escort d'Ari Vatanen, au terme d'une très courte première journée. Parti prudemment sur sa Datsun car ne disposant d'aucune assistance officielle, Shekhar Mehta, troisième, compte trois minutes de retard. Disposant d'un modèle identique à celui de Vatanen, Domingo de Vitta a été légèrement retardé en début d'épreuve ; le oilote uruguayen occupe la sixième place juste derrière l'Escort de Carlos Torres (en tête du groupe 1) et la Datsun de Jorge Recalde.

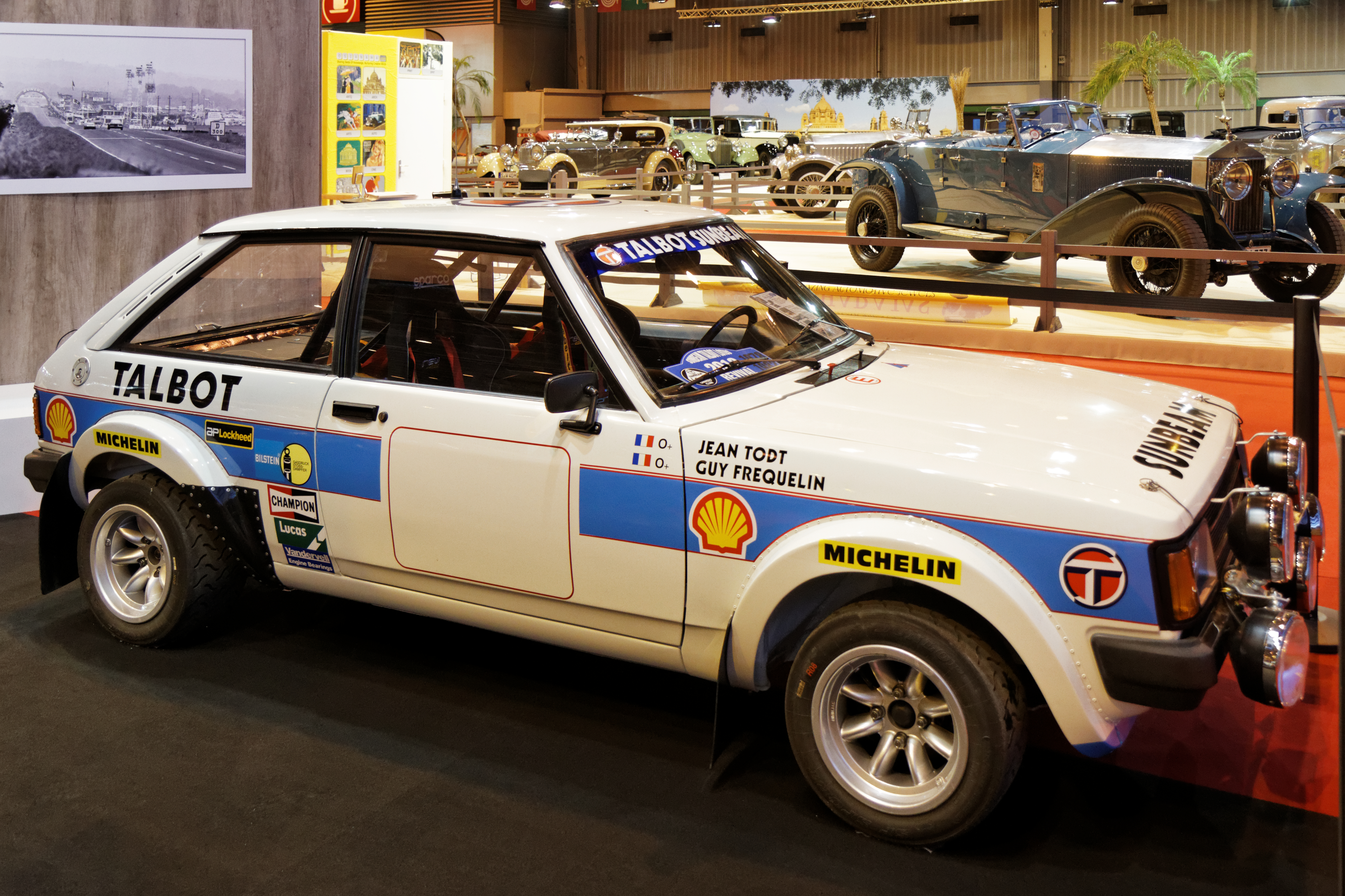
La Talbot Lotus groupe 2 de Guy Fréquelin, en tête au terme de la première étape.

| Pos. | Pilote           | Copilote        | Voiture              | Groupe | Écart   |
| ---- | ---------------- | --------------- | -------------------- | ------ | ------- |
| 1    | Guy Fréquelin    | Jean Todt       | Talbot Sunbeam Lotus | 2      |         |
| 2    | Ari Vatanen      | David Richards  | Ford Escort RS1800   | 4      | + 15 s  |
| 3    | Shekhar Mehta    | Yvonne Mehta    | Datsun Violet GT     | 4      | + 3 min |
| 4    | Carlos Torres    | António Morais  | Ford Escort RS2000   | 1      | + 4 min |
| 5    | Jorge Recalde    | Jorge Del Buono | Datsun 160J PA10     | 2      |         |
| 6    | Domingo de Vitta | Daniel Muzio    | Ford Escort RS1800   | 4      |         |

### Deuxième étape

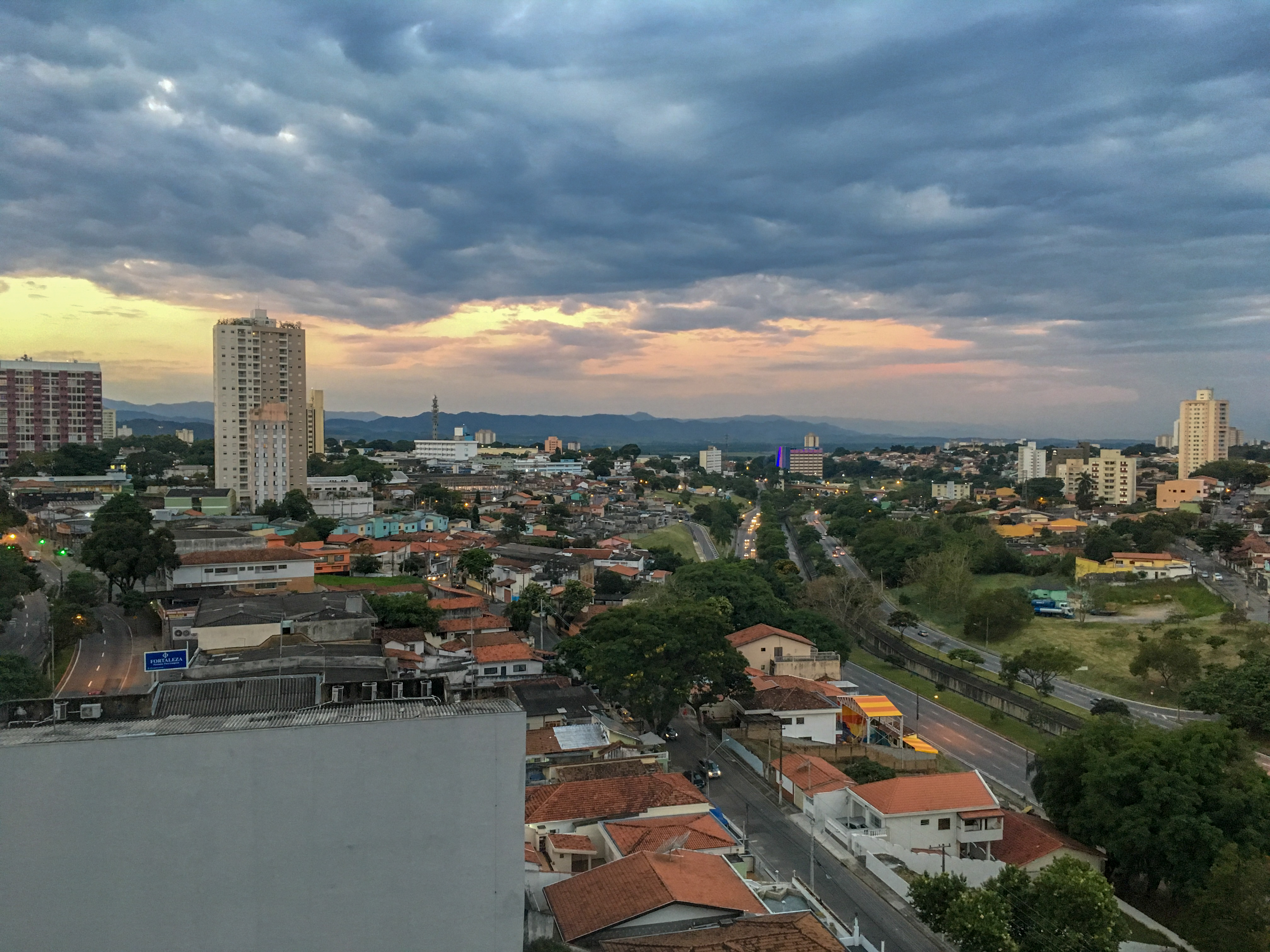
São José dos Campos, au cœur de la deuxième étape.

Les concurrents repartent de São José le vendredi, pour une boucle de près de neuf cents kilomètres. Moins gêné par la poussière que la veille, Vatanen attaque et prend d'emblée la tête de la course. Fréquelin reste au contact du pilote finlandais jusqu'à la troisième épreuve chronométrée, où une crevaison lui fait perdre plus de cinq minutes. Le Français va cependant conserver sa seconde place, devant Mehta. Ce dernier va abandonner en fin d'étape, joint de culasse claqué. Ayant adopté un rythme moins élevé, Vatanen termine la journée en conservant plus de trois minutes d'avance sur Fréquelin. Profitant en fin de journée d'une sortie de route de Recalde qui a perdu plus d'une demi-heure, Domingo de Vitta est remonté en troisième position, mais son retard est trop important pour qu'il puisse constituer une menace pour les deux premiers.
| Pos. | Pilote           | Copilote       | Voiture              | Groupe | Écart       |
| ---- | ---------------- | -------------- | -------------------- | ------ | ----------- |
| 1    | Ari Vatanen      | David Richards | Ford Escort RS1800   | 4      |             |
| 2    | Guy Fréquelin    | Jean Todt      | Talbot Sunbeam Lotus | 2      | + 3 min 8 s |
| 3    | Domingo de Vitta | Daniel Muzio   | Ford Escort RS1800   | 4      |             |

### Troisième étape
Disputée le samedi, la dernière étape ramène les concurrents à São Paulo. Vatanen ne laisse à Fréquelin aucune chance de revenir sur lui, le pilote finlandais se montrant le plus rapide dans la plupart des secteurs chronométrés. Le pilote français va de plus être légèrement retardé par un problème d'alternateur. Vatanen remporte relativement facilement sa second victoire de la saison, avec huit minutes et demie d'avance sur Fréquelin à l'arrivée. Malgré une suspension arrachée, Domingo de Vitta conserve jusqu'au bout sa troisième place, son assistance étant intervenue très rapidement pour réparer sa voiture. Cinquième derrière Recalde, Torres s'impose en groupe 1, tous ses adversaires ayant abandonné. Seuls quatorze équipages ont terminé la course, dont cinq dans la catégorie «alcool», hors classement.

### Classement général
| Pos | No | Pilote               | Copilote          | Voiture              | Temps            | Écart             | Groupe |
| --- | -- | -------------------- | ----------------- | -------------------- | ---------------- | ----------------- | ------ |
| 1   | 2  | Ari Vatanen          | David Richards    | Ford Escort RS1800   | 9 h 39 min 40 s  |                   | 4      |
| 2   | 1  | Guy Fréquelin        | Jean Todt         | Talbot Sunbeam Lotus | 9 h 48 min 11 s  | + 8 min 31 s      | 2      |
| 3   | 6  | Domingo de Vitta     | Daniel Muzio      | Ford Escort RS1800   | 10 h 19 min 46 s | + 40 min 06 s     | 4      |
| 4   | 4  | Jorge Recalde        | Jorge Del Buono   | Datsun 160J PA10     | 10 h 46 min 50 s | + 1 h 07 min 10 s | 2      |
| 5   | 8  | Carlos Torres        | António Morais    | Ford Escort RS2000   | 11 h 10 min 45 s | + 1 h 31 min 05 s | 1      |
| 6   | 22 | Gustavo Trelles      | Luís Caulim       | Fiat 147             | 12 h 06 min 35 s | + 2 h 26 min 55 s | 2      |
| 7   | 18 | Horacio Maglione     | Javier Concepción | Peugeot 504          | 12 h 26 min 04 s | + 2 h 46 min 24 s | 2      |
| 8   | 12 | Julio Berges         | Ricardo Ivetich   | Fiat 147             | 12 h 35 min 15 s | + 2 h 55 min 35 s | 2      |
| 9   | 35 | Maria Carmo Zacarias | Zilda Zacarias    | Volkswagen Gol 1.6   | 13 h 22 min 24 s | + 3 h 42 min 44 s | 2      |

- Cinq équipages engagés en catégorie «Alcool» ont également terminé la course mais ne figurent pas au classement. Le pilote le mieux placé dans ce groupe est le Brésilien Cesar Andre, au volant de sa Volkswagen Golf, navigué par Hees ; il a officieusement terminé septième de l'épreuve, à 2 h 37 min 04 s de Vatanen[8].

### Équipages de tête
- ES1 à ES3 :  Guy Fréquelin -  Jean Todt (Talbot Sunbeam Lotus)
- ES4 à ES21 :  Ari Vatanen -  David Richards (Ford Escort RS1800)

### Vainqueurs d'épreuves spéciales
- Ari Vatanen -  David Richards (Ford Escort RS1800) : 11 spéciales
- Guy Fréquelin -  Jean Todt (Talbot Sunbeam Lotus) : 8 spéciales
- Domingo de Vitta -  Daniel Muzio (Ford Escort RS1800) : 1 spéciale

## Résultats des principaux engagés
| No | Pilote               | Copilote             | Voiture              | Groupe | Classement général                          | Class. groupe |
| -- | -------------------- | -------------------- | -------------------- | ------ | ------------------------------------------- | ------------- |
| 1  | Guy Fréquelin        | Jean Todt            | Talbot Sunbeam Lotus | 2      | 2e à 8 min 31 s                             | 1er           |
| 2  | Ari Vatanen          | David Richards       | Ford Escort RS1800   | 4      | 1er                                         | 1er           |
| 3  | Shekhar Mehta        | Yvonne Mehta         | Datsun Violet GT     | 4      | ab. dans la 10e spéciale (joint de culasse) | -             |
| 4  | Jorge Recalde        | Jorge Del Buono      | Datsun 160J PA10     | 2      | 4e à 1 h 07 min 10 s                        | 2e            |
| 5  | Santiago Silguero    | Miguel Ferrara       | Datsun 160J PA10     | 2      | ab.                                         | -             |
| 6  | Domingo de Vitta     | Daniel Muzio         | Ford Escort RS1800   | 4      | 3e à 40 min 06 s                            | 2e            |
| 7  | Francisco Alcuaz     | Daniel Griwieniec    | Peugeot 504          | 2      | ab.                                         | -             |
| 8  | Carlos Torres        | António Morais       | Ford Escort RS2000   | 1      | 5e à 1 h 31 min 05 s                        | 1er           |
| 9  | Federico West        | Gregorio Assadourian | Ford Escort 1600     | 2      | ab.                                         | -             |
| 11 | Jorge Ullmann        | Carlos Weck          | Fiat 147             | 2      | ab. dans la 15e spéciale (hors course)      | -             |
| 12 | Julio Berges         | Ricardo Ivetich      | Fiat 147             | 2      | 8e à 2 h 55 min 35 s                        | 5e            |
| 17 | Francisco Mayorga    | Hector Prado         | Saab 900 Turbo       | 1      | ab. dans la 6e spéciale (alternateur)       | -             |
| 18 | Horacio Maglione     | Javier Concepción    | Peugeot 504          | 2      | 7e à 2 h 46 min 24 s                        | 4e            |
| 20 | Eduardo Gomez        | Luís Gagnoni         | Fiat 147             | 2      | ab. dans la 4e spéciale (accident)          | -             |
| 22 | Gustavo Trelles      | Luís Caulim          | Fiat 147             | 2      | 6e à 2 h 26 min 55 s                        | 3e            |
| 35 | Maria Carmo Zacarias | Zilda Zacarias       | Volkswagen Gol 1.6   | 2      | 9e à 3 h 42 min 44 s                        | 6e            |

## Classement du championnat des conducteurs à l'issue de la course
- attribution des points : 20, 15, 12, 10, 8, 6, 4, 3, 2, 1 respectivement aux dix premiers de chaque épreuve.
- seuls les sept meilleurs résultats (sur douze épreuves) sont retenus pour le décompte final des points.

| Pos. | Pilote             | Marque        | Points | M-C | SUE | POR | SAF | COR | ACR | ARG | BRE | FIN | SAN | CIV | RAC |
| ---- | ------------------ | ------------- | ------ | --- | --- | --- | --- | --- | --- | --- | --- | --- | --- | --- | --- |
| 1    | Guy Fréquelin      | Talbot        | 81     | 15  | -   | 6   | -   | 15  | 10  | 20  | 15  |     |     |     |     |
| 2    | Ari Vatanen        | Ford          | 55     | -   | 15  | -   | -   | -   | 20  | -   | 20  |     |     |     |     |
| 3    | Shekhar Mehta      | Datsun        | 43     | -   | -   | -   | 20  | -   | 8   | 15  | -   |     |     |     |     |
| 4    | Markku Alén        | Fiat          | 39     | 4   | -   | 20  | -   | -   | 15  | -   | -   |     |     |     |     |
| 5    | Bernard Darniche   | Lancia        | 26     | 6   | -   | -   | -   | 20  | -   | -   | -   |     |     |     |     |
| 6    | Henri Toivonen     | Talbot        | 23     | 8   | -   | 15  | -   | -   | -   | -   | -   |     |     |     |     |
| 7    | Jorge Recalde      | Datsun        | 22     | -   | -   | -   | -   | -   | -   | 12  | 10  |     |     |     |     |
| 8    | Jean Ragnotti      | Renault       | 20     | 20  | -   | -   | -   | -   | -   | -   | -   |     |     |     |     |
| 8=   | Hannu Mikkola      | Audi          | 20     | -   | 20  | -   | -   | -   | -   | -   | -   |     |     |     |     |
| 8=   | Jochi Kleint       | Opel          | 20     | 12  | -   | -   | 8   | -   | -   | -   | -   |     |     |     |     |
| 8=   | Tony Pond          | Datsun        | 20     | -   | -   | 8   | -   | 12  | -   | -   | -   |     |     |     |     |
| 8=   | Anders Kulläng     | Opel          | 20     | 10  | 10  | -   | -   | -   | -   | -   | -   |     |     |     |     |
| 13   | Rauno Aaltonen     | Datsun        | 15     | -   | -   | -   | 15  | -   | -   | -   | -   |     |     |     |     |
| 13=  | Björn Waldegård    | Ford, Toyota¹ | 15     | 3   | -   | 12¹ | -   | -   | -   | -   | -   |     |     |     |     |
| 15   | Pentti Airikkala   | Ford          | 12     | -   | 12  | -   | -   | -   | -   | -   | -   |     |     |     |     |
| 15=  | Mike Kirkland      | Datsun        | 12     | -   | -   | -   | 12  | -   | -   | -   | -   |     |     |     |     |
| 15=  | Attilio Bettega    | Fiat          | 12     | -   | -   | -   | -   | -   | 12  | -   | -   |     |     |     |     |
| 15=  | Domingo De Vitta   | Ford          | 12     | -   | -   | -   | -   | -   | -   | -   | 12  |     |     |     |     |
| 19   | Michèle Mouton     | Audi          | 10     | -   | -   | 10  | -   | -   | -   | -   | -   |     |     |     |     |
| 19=  | Timo Salonen       | Datsun        | 10     | -   | -   | -   | 10  | -   | -   | -   | -   |     |     |     |     |
| 19=  | Jean-Pierre Ballet | Porsche       | 10     | -   | -   | -   | -   | 10  | -   | -   | -   |     |     |     |     |
| 19=  | Ernesto Soto       | Renault       | 10     | -   | -   | -   | -   | -   | -   | 10  | -   |     |     |     |     |